# Kuristiku
Kuristiku is een subdistrict of wijk (Estisch: asum) in het stadsdistrict Lasnamäe in Tallinn, de hoofdstad van Estland. De wijk telde 10.669 inwoners op 1 januari 2020. De wijk grenst vanaf het noorden met de wijzers van de klok mee aan de wijken Kose, Priisle, Mustakivi, Tondiraba en Katleri. De naam betekent ‘ravijn’. Vermoedelijk houdt de naam verband met de steile helling aan de noordkant van de wijk. Lasnamäe is een kalksteenplateau en de wijk Kose ten noorden van Kuristiku hoort niet meer bij Lasnamäe en ligt aanzienlijk lager.

## Geschiedenis

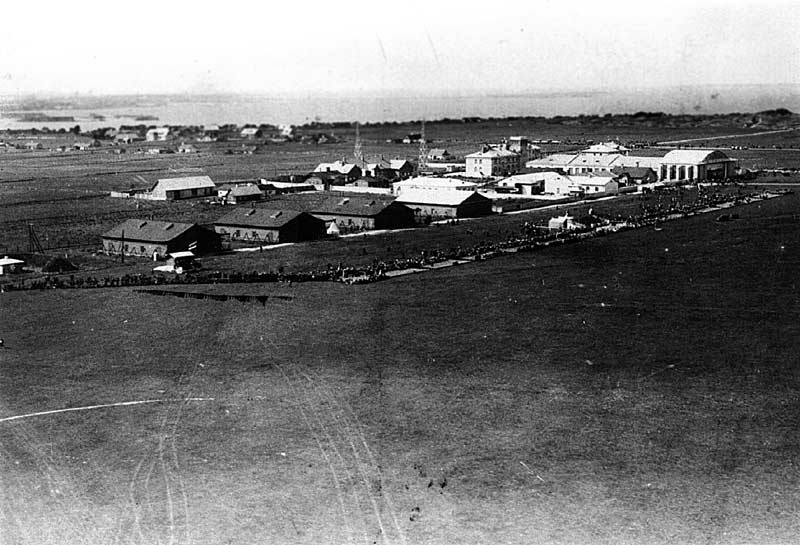
Lasnamäe lennuväli in 1933

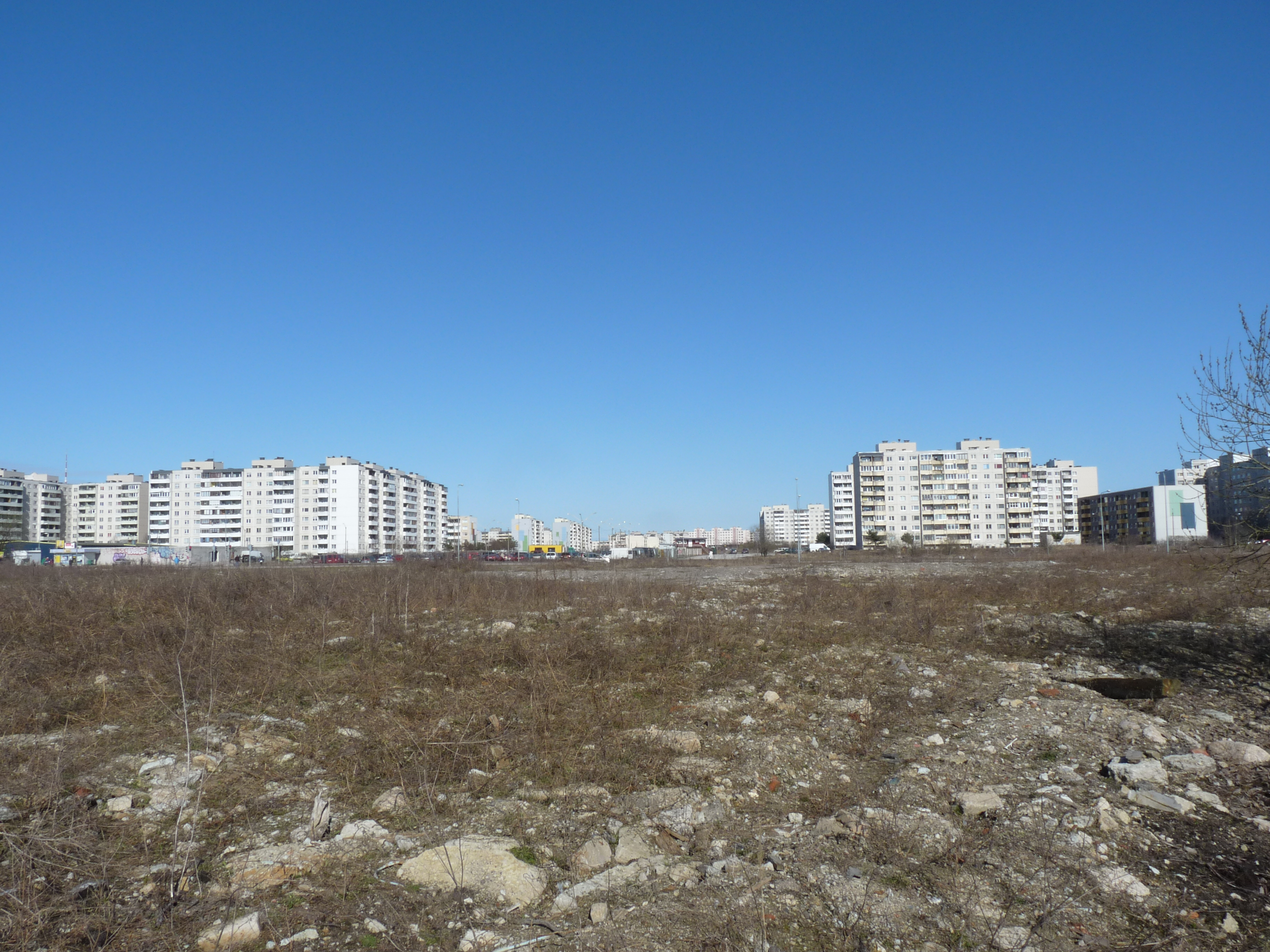
Het kalksteenplateau en de flats van Kuristiku

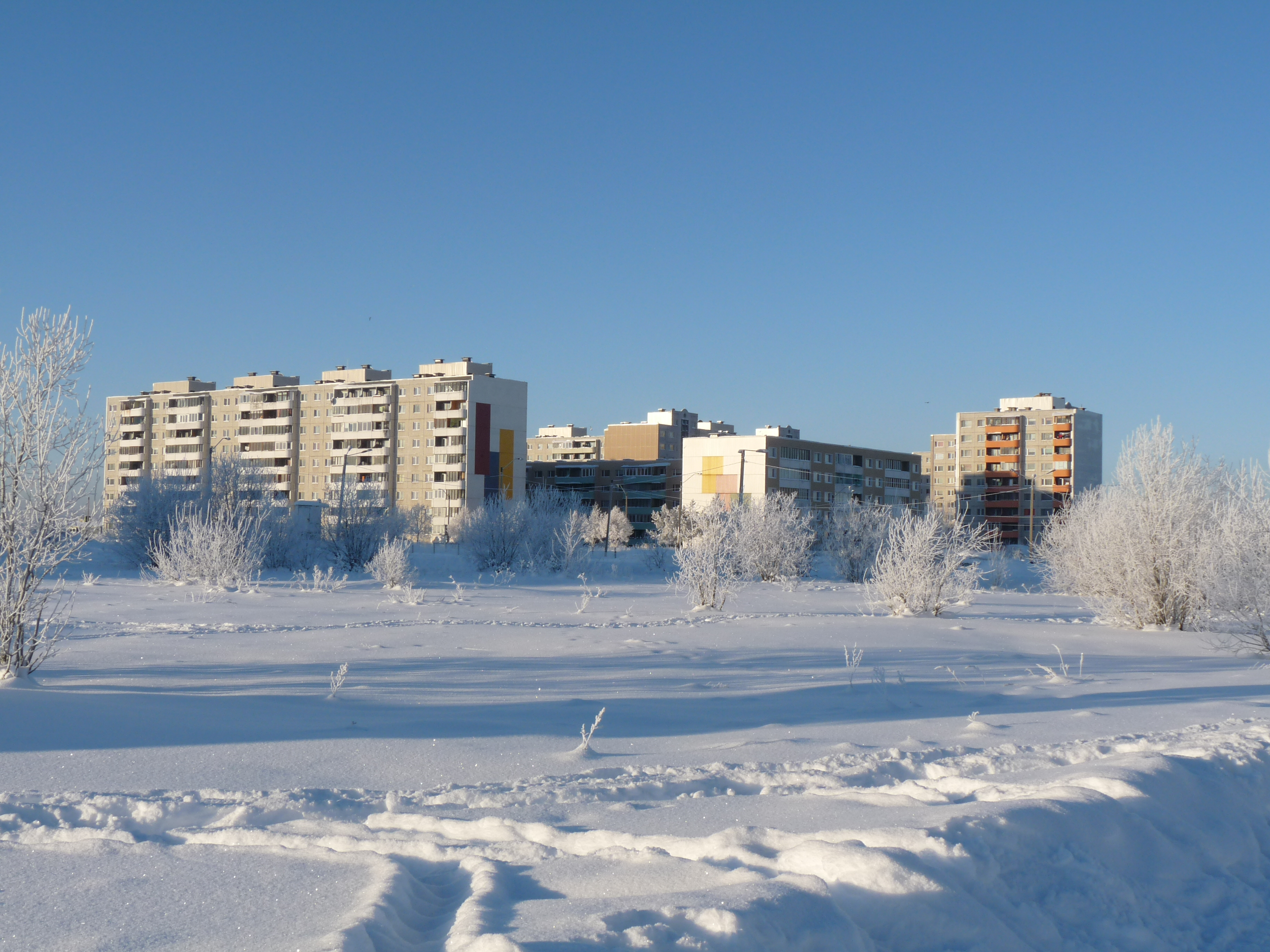
Kuristiku in de sneeuw

Kuristiku was al in de vroege IJzertijd bewoond. Er zijn rotsgraven uit die tijd gevonden, maar tot in de jaren zeventig van de 20e eeuw bleef het een dunbevolkt gebied.
In 1922 werd in Kuristiku een vliegveld aangelegd: Lasnamäe lennuväli (‘vliegveld Lasnamäe). Het diende zowel voor de luchtmacht als voor de burgerluchtvaart. Het burgerluchtvaartverkeer werd verzorgd door de luchtvaartmaatschappij Aeronaut. Op het vliegveld was echter geen verkeersleiding en het aantal ongelukken was hoog. In 1928 ging Aeronaut failliet. Het burgerluchtvaartverkeer werd overgenomen door de Duits-Russische joint venture Deruluft. Die landde op een vliegveld bij Nehatu.
In 1932 begon de bouw van een nieuwe luchthaven, de huidige Luchthaven Tallinn Lennart Meri. Deze ligt ook in Lasnamäe, maar 4,5 km ten zuidwesten van vliegveld Lasnamäe. De nieuwe luchthaven werd in 1936 in gebruik genomen.
Het vliegveld Lasnamäe bleef in gebruik bij de Estische luchtmacht en vanaf 1940 achtereenvolgens bij de luchtmacht van de Sovjet-Unie, de Duitse Luftwaffe en weer de luchtmacht van de Sovjet-Unie. In de jaren zeventig van de 20e eeuw werd het vliegveld opgegeven.
In de jaren zeventig en tachtig van de 20e eeuw werden grote delen van het stadsdistrict Lasnamäe volgebouwd met geprefabriceerde huizenblokken (microdistricten), onderling gescheiden door doorgaande wegen. Zo ook in Kuristiku. De start- en landingsbanen van het vliegveld verdwenen onder de bebouwing. In de flats werden mensen van buiten de Estische Socialistische Sovjetrepubliek gehuisvest, die zich in Tallinn vestigden. De meesten van hen waren Russen.
Na het herstel van de Estische onafhankelijkheid in 1991 zijn veel van die flats opgeknapt en verbouwd. Er zijn sindsdien maar weinig woningen bij gekomen, aangezien de immigratie van buiten Estland vrijwel stilviel.

## Voorzieningen
In de wijk is een Russischtalige middelbare school gevestigd, het Tallinna Linnamäe Vene Lütseum.

## Vervoer
De wijk heeft drie grote wegen die oost-west lopen: de Narva maantee, de Läänemere tee en de Linnamäe tee. De twee grote wegen die noord-zuid lopen, zijn meteen ook grenzen van de wijk: de Mustakivi tee met Katleri en Tondiraba en een zijtak van de Läänemere tee met Priisle.
De wijk wordt bediend door een aantal buslijnen.